# Patrick Mills
Pour les articles homonymes, voir Mills.
Patrick Mills, dit Patty Mills, né le 11 août 1988 à Canberra en Australie, est un joueur australien de basket-ball évoluant au poste de meneur et mesurant 1,81 m.
Il est considéré, à son arrivée en NBA, comme étant le meilleur basketteur australien et l'un des joueurs les plus prometteurs.

## Biographie

### Jeunesse
Patrick Mills est né d'une mère aborigène d'Australie-Méridionale et d'un père indigène du détroit de Torrès. Il commence le basket-ball à Marist College Canberra, avec Vijay Subramanian, puis intègre l'Australian Institute of Sport à l'âge de 16 ans. Mills est sélectionné dans l'équipe d'Australie des 20 ans et moins et participe au Nike Hoop Summit en 2006. L'année suivante, il rejoint le Saint Mary's College of California pour poursuivre sa scolarité et jouer dans l'équipe de basket-ball de l'université, les Gaels.

### Carrière professionnelle

#### Trail Blazers de Portland (2009-2011)
Patrick Mills est sélectionné au 55e rang lors de la draft 2009 par les Trail Blazers de Portland. Il devient le premier aborigène d'Australie à jouer en NBA,.
Le 29 août 2011, en raison du lock-out sévissant en NBA, il rejoint le club australien des Melbourne Tigers qui évolue en NBL. Après seulement neuf matches avec Melbourne, il rejoint le club chinois des Xinjiang Flying Tigers.
En NBA, Patty Mills choisit de porter le numéro 8 pour des raisons spirituelles. Fils d’une mère aborigène, il estime que « dans la culture Meriam, le n°8 est un Dieu qui a la forme d’une pieuvre, et chacun de ces huit tentacules représente une tribu de la culture Meriam, et j’appartiens à l’une de ces tribus, Dauareb. En portant le n°8, comme l’a fait mon oncle (Danny Morseu), j’ai l’impression de représenter ma famille et mon peuple ». Ce numéro étant déjà pris par Jamal Cain lors de son arrivée en cours de saison au Heat de Miami, il porte alors le 88.

#### Spurs de San Antonio (2012-2021)
En mars 2012, il rejoint la franchise des Spurs de San Antonio avec laquelle il dispute seize rencontres de la saison régulière, pour des statistiques de 10,3 points, 1,8 rebond et 2,4 passes. Il participe également aux playoffs, avec des statistiques de 1,9 point, 0,4 rebond et 0,6 passe en 3,9 minutes.

#### Nets de Brooklyn (2021-2023)
Agent libre à l'été 2021, Patty Mills signe un contrat de 12 millions de dollars sur deux ans avec les Nets de Brooklyn.

#### Hawks d'Atlanta (2023-2024)
En juillet 2023, il est transféré vers les Rockets de Houston qui l'envoient directement du côté du Thunder d'Oklahoma City. Quelques jours après, il est transféré aux Hawks d'Atlanta en échange de TyTy Washington, Usman Garuba et Rudy Gay.

#### Heat de Miami (2024)
Coupé par les Hawks en mars 2024, il signe dans la foulée avec le Heat de Miami.

#### Jazz de l'Utah (2024-février 2025)
En août 2024, après les Jeux olympiques, il signe pour une saison et 3,3 millions de dollars avec le Jazz de l'Utah,.

#### Clippers de Los Angeles (février-juin 2025)
Début février 2025, avec Drew Eubanks, il est transféré aux Clippers de Los Angeles contre P. J. Tucker et Mohamed Bamba.

### Dirigeant sportif
En juin 2025, Patty Mills est nommé general manager de l'équipe de basket-ball de l'université d'Hawaï à Mānoa, les Rainbow Warriors d'Hawaï. Mills habite Hawaï.

### Carrière internationale
En 2008, il participe aux Jeux olympiques de Pékin, compétition où l'Australie joue les quarts de finale. Elle s'incline sur le score de 116 à 85 face aux États-Unis. Sur cette compétition, il termine avec des statistiques de 14,2 points, 2,2 rebonds et 2 passes.
Aux Jeux olympiques de 2012, deuxième tournoi olympique auquel il participe, il réussit une grande performance lors du match du premier tour face à la Grande-Bretagne en inscrivant 39 points. Dans un match sans enjeu, l'Australie étant déjà qualifiée et ses résultats précédents ne lui permettant pas de postuler à une meilleure place que la quatrième et dernière place qualificative du groupe, il inscrit le panier à 3 points de la victoire pour l'Australie contre la Russie à la dernière seconde du match. Toutefois, avec cette quatrième place, l'Australie doit affronter l'équipe américaine, grande favorite de la compétition, en quarts de finale, rencontre qui se termine sur le score de 119 à 86 en faveur de ces derniers. Mills inscrit 23 points lors de cette rencontre.
Le 7 juillet 2021, il est nommé porte-drapeau de la délégation australienne aux Jeux olympiques d'été de 2020 par le Comité olympique australien, conjointement avec la nageuse Cate Campbell ; il est le premier porte-drapeau aborigène de l'histoire du pays.

## Palmarès
- Champion de la Conférence Ouest en 2013 et 2014 avec les Spurs de San Antonio.
- Champion de la Division Southwest en 2012, 2013, 2014, 2016 et 2017 avec les Spurs de San Antonio.
- Champion NBA en 2014 avec les Spurs de San Antonio.
- Élu dans le cinq majeur des Jeux olympiques de 2020[14].

## Statistiques

### Universitaires
Les statistiques de Patty Mills en matchs universitaires sont les suivantes :
| Saison    | Équipe       | Matchs | Titul. | Min./m | % Tir | % 3pts | % LF | Rbds/m. | Pass/m. | Int/m. | Ctr/m. | Pts/m. |
| --------- | ------------ | ------ | ------ | ------ | ----- | ------ | ---- | ------- | ------- | ------ | ------ | ------ |
| 2007-2008 | Saint Mary's | 32     | 32     | 32,1   | 42,9  | 32,3   | 76,1 | 2,09    | 3,47    | 1,78   | 0,09   | 14,75  |
| 2008-2009 | Saint Mary's | 26     | 23     | 33,3   | 40,2  | 34,0   | 85,9 | 2,38    | 3,88    | 2,12   | 0,23   | 18,38  |
| Carrière  | Carrière     | 58     | 55     | 32,7   | 41,5  | 33,2   | 80,6 | 2,22    | 3,66    | 1,93   | 0,16   | 16,38  |

### Professionnelles

#### Saison régulière NBA
gras = ses meilleures performances
| Saison    | Équipe        | Matchs | Titul. | Min./m | % Tir | % 3pts | % LF  | Rbds/m. | Pass/m. | Int/m. | Ctr/m. | Pts/m. |
| --------- | ------------- | ------ | ------ | ------ | ----- | ------ | ----- | ------- | ------- | ------ | ------ | ------ |
| 2009-2010 | Portland      | 10     | 0      | 3,8    | 41,7  | 50,0   | 57,1  | 0,20    | 0,50    | 0,00   | 0,00   | 2,60   |
| 2010-2011 | Portland      | 64     | 0      | 12,2   | 41,2  | 35,3   | 76,6  | 0,80    | 1,70    | 0,42   | 0,02   | 5,52   |
| 2011-2012 | San Antonio   | 16     | 3      | 16,3   | 48,5  | 42,9   | 100,0 | 1,75    | 2,44    | 0,62   | 0,06   | 10,31  |
| 2012-2013 | San Antonio   | 58     | 2      | 11,3   | 46,9  | 40,0   | 84,2  | 0,86    | 1,07    | 0,45   | 0,07   | 5,07   |
| 2013-2014 | San Antonio   | 81     | 2      | 18,9   | 46,4  | 42,5   | 89,0  | 2,09    | 1,84    | 0,84   | 0,11   | 10,20  |
| 2014-2015 | San Antonio   | 51     | 0      | 15,7   | 38,1  | 34,1   | 82,5  | 1,47    | 1,71    | 0,55   | 0,04   | 6,88   |
| 2015-2016 | San Antonio   | 81     | 3      | 20,5   | 42,5  | 38,4   | 81,0  | 1,95    | 2,79    | 0,73   | 0,07   | 8,52   |
| 2016-2017 | San Antonio   | 80     | 8      | 21,9   | 44,0  | 41,4   | 82,5  | 1,76    | 3,50    | 0,81   | 0,04   | 9,49   |
| 2017-2018 | San Antonio   | 82     | 36     | 25,7   | 41,1  | 37,2   | 89,0  | 1,88    | 2,79    | 0,67   | 0,13   | 9,99   |
| 2018-2019 | San Antonio   | 82     | 1      | 23,3   | 42,5  | 39,4   | 85,4  | 2,22    | 2,99    | 0,60   | 0,12   | 9,89   |
| 2019-2020 | San Antonio   | 66     | 1      | 22,5   | 43,1  | 38,2   | 86,6  | 1,64    | 1,79    | 0,80   | 0,09   | 11,62  |
| 2020-2021 | San Antonio   | 68     | 1      | 24,8   | 41,2  | 37,5   | 91,0  | 1,71    | 2,38    | 0,62   | 0,04   | 10,82  |
| 2021-2022 | Brooklyn      | 81     | 48     | 29,0   | 40,8  | 40,0   | 81,4  | 1,93    | 2,26    | 0,63   | 0,21   | 11,40  |
| 2022-2023 | Brooklyn      | 40     | 2      | 14,2   | 41,1  | 36,6   | 83,3  | 1,10    | 1,40    | 0,38   | 0,08   | 6,15   |
| 2023-2024 | Atlanta       | 19     | 0      | 10,6   | 37,3  | 38,2   | –     | 1,05    | 0,74    | 0,47   | 0,05   | 2,68   |
| 2023-2024 | Miami         | 13     | 5      | 16,4   | 33,8  | 20,8   | 100,0 | 1,15    | 1,54    | 0,85   | 0,00   | 5,85   |
| 2024-2025 | Utah          | 17     | 0      | 15,3   | 34,2  | 29,8   | 100,0 | 1,24    | 1,24    | 0,71   | 0,18   | 4,35   |
| 2024-2025 | L.A. Clippers | 12     | 0      | 5,0    | 50,0  | 50,0   | 88,9  | 0,08    | 0,42    | 0,08   | 0,00   | 3,08   |
| Carrière  | Carrière      | 921    | 112    | 19,9   | 42,3  | 38,5   | 85,7  | 1,62    | 2,18    | 0,63   | 0,09   | 8,69   |

Mise à jour le 14 juillet 2025

#### Playoffs NBA
gras = ses meilleures performances
| Saison   | Équipe        | Matchs | Titul. | Min./m | % Tir | % 3pts | % LF  | Rbds/m. | Pass/m. | Int/m. | Ctr/m. | Pts/m. |
| -------- | ------------- | ------ | ------ | ------ | ----- | ------ | ----- | ------- | ------- | ------ | ------ | ------ |
| 2010     | Portland      | 3      | 0      | 4,1    | 50,0  | 100,0  | 100,0 | 0,00    | 1,00    | 0,00   | 0,00   | 2,00   |
| 2011     | Portland      | 2      | 0      | 2,6    | 0,0   | 0,0    | 0,0   | 0,50    | 0,00    | 0,00   | 0,00   | 0,00   |
| 2012     | San Antonio   | 8      | 0      | 3,9    | 54,5  | 60,0   | 0,0   | 0,38    | 0,62    | 0,12   | 0,00   | 1,88   |
| 2013     | San Antonio   | 9      | 0      | 3,4    | 50,0  | 28,6   | 0,0   | 0,33    | 0,22    | 0,00   | 0,00   | 1,33   |
| 2014     | San Antonio   | 23     | 0      | 15,2   | 44,7  | 40,5   | 76,9  | 1,52    | 1,43    | 0,74   | 0,04   | 7,30   |
| 2015     | San Antonio   | 7      | 0      | 16,0   | 50,0  | 57,1   | 100,0 | 2,71    | 1,14    | 0,29   | 0,00   | 10,14  |
| 2016     | San Antonio   | 10     | 0      | 16,7   | 43,4  | 36,1   | 63,6  | 1,40    | 2,00    | 0,70   | 0,00   | 6,60   |
| 2017     | San Antonio   | 16     | 6      | 26,0   | 40,7  | 36,0   | 86,4  | 2,12    | 2,69    | 0,81   | 0,06   | 10,31  |
| 2018     | San Antonio   | 5      | 5      | 33,0   | 43,9  | 37,1   | 80,0  | 2,60    | 2,60    | 0,60   | 0,20   | 13,40  |
| 2019     | San Antonio   | 7      | 0      | 21,8   | 32,6  | 13,6   | 60,0  | 2,14    | 3,57    | 1,00   | 0,14   | 5,29   |
| 2022     | Brooklyn      | 4      | 0      | 18,0   | 53,6  | 53,8   | 0,0   | 1,00    | 0,00    | 0,00   | 0,25   | 6,25   |
| 2023     | Brooklyn      | 1      | 0      | 5,3    | 0,0   | 0,0    | 0,0   | 0,00    | 0,00    | 0,00   | 0,00   | 0,00   |
| 2024     | Miami         | 3      | 0      | 17,2   | 35,3  | 27,3   | 75,0  | 0,33    | 1,00    | 0,33   | 0,00   | 6,00   |
| 2025     | L.A. Clippers | 1      | 0      | 3,7    | 50,0  | 100,0  | 0,0   | 0,00    | 0,00    | 0,00   | 0,00   | 3,00   |
| Carrière | Carrière      | 99     | 11     | 15,9   | 43,0  | 38,2   | 79,7  | 1,40    | 1,57    | 0,52   | 0,05   | 6,60   |

Mise à jour le 14 juillet 2025

## Records sur une rencontre en NBA
Les records personnels de Patrick Mills en NBA sont les suivants, :
| Type de statistique        | Saison régulière | Saison régulière            | Saison régulière | Playoffs | Playoffs                   | Playoffs      |
| Type de statistique        | Record           | Adversaire                  | Date             | Record   | Adversaire                 | Date          |
| -------------------------- | ---------------- | --------------------------- | ---------------- | -------- | -------------------------- | ------------- |
| Points                     | 34               | 2 fois                      | 2 fois           | 21       | @ Warriors de Golden State | 16 avril 2018 |
| Paniers marqués            | 14               | @ Warriors de Golden State  | 26 avril 2012    | 8        | Trail Blazers de Portland  | 14 mai 2014   |
| Paniers tentés             | 26               | @ Trail Blazers de Portland | 19 février 2014  | 17       | Trail Blazers de Portland  | 14 mai 2014   |
| Paniers à 3 points réussis | 9                | @ Thunder d'Oklahoma City   | 14 novembre 2021 | 5        | 3 fois                     | 3 fois        |
| Paniers à 3 points tentés  | 14               | 3 fois                      | 3 fois           | 12       | Rockets de Houston         | 9 mai 2017    |
| Lancers francs réussis     | 8                | 2 fois                      | 2 fois           | 6        | 2 fois                     | 2 fois        |
| Lancers francs tentés      | 9                | @ Bobcats de Charlotte      | 8 février 2014   | 8        | Nuggets de Denver          | 20 avril 2019 |
| Rebonds offensifs          | 4                | @ Magic d'Orlando           | 10 février 2016  | 2        | 2 fois                     | 2 fois        |
| Rebonds défensifs          | 8                | 2 fois                      | 2 fois           | 5        | 2 fois                     | 2 fois        |
| Rebonds totaux             | 10               | Heat de Miami               | 6 mars 2014      | 5        | 3 fois                     | 3 fois        |
| Passes décisives           | 12               | @ Warriors de Golden State  | 26 avril 2012    | 7        | @ Rockets de Houston       | 11 mai 2017   |
| Interceptions              | 5                | Rockets de Houston          | 2 janvier 2011   | 3        | 3 fois                     | 3 fois        |
| Contres                    | 2                | 5 fois                      | 5 fois           | 1        | 5 fois                     | 5 fois        |
| Balles perdues             | 5                | 2 fois                      | 2 fois           | 3        | 5 fois                     | 5 fois        |
| Minutes jouées             | 43               | Raptors de Toronto          | 14 décembre 2021 | 43       | Rockets de Houston         | 9 mai 2017    |

- Double-double : 2
- Triple-double : 0

Dernière mise à jour : 16 août 2022